# Saint-Ythaire
Saint-Ythaire is een plaats en voormalige gemeente in het Franse departement Saône-et-Loire in de regio Bourgogne-Franche-Comté en telt 127 inwoners (2020). De plaats maakt deel uit van het arrondissement Mâcon.

## Geschiedenis
Saint-Ythaire maakte deel uit van het kanton Saint-Gengoux-le-National tot dit op 22 maart 2015 werd opgeheven en de gemeenten werden opgenomen in het kanton Cluny. Op 1 januari 2023 fuseerde Saint-Ythaire met Bonnay tot de commune nouvelle Bonnay-Saint-Ythaire.

## Geografie
De oppervlakte van Saint-Ythaire bedraagt 9,1 km², de bevolkingsdichtheid is 13,0 inwoners per km².
De onderstaande kaart toont de ligging van Saint-Ythaire met de belangrijkste infrastructuur en aangrenzende gemeenten.

## Demografie
Onderstaande figuur toont het verloop van het inwonertal (bron: INSEE-tellingen).

## Externe links

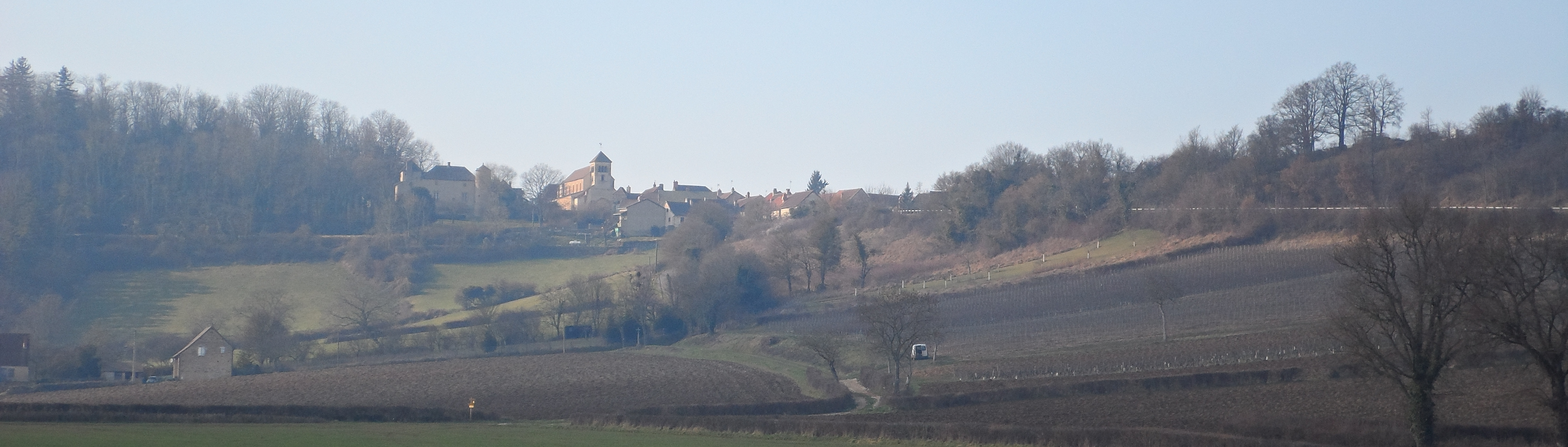
Het landschap bij Saint-Ythaire